# Сквер Сибиряков-Гвардейцев
Сквер Сибиряков-Гвардейцев — сквер в Ленинском районе Новосибирска. Площадь — 80 600 м².

## Общие сведения
Парк расположен близ площади Маркса между улицами Покрышкина, Вертковской и Римского-Корсакова.
По скверу проходят две аллеи, одна из которых заложена в 2005 году в честь 60-летия Победы в Великой Отечественной войне, другая посвящена новосибирскому телевидению.
По состоянию на 2022 год сквер находится в запущенном состоянии. Фонари действуют лишь на главной дорожке. Асфальтовое покрытие неудовлетворительно. Также на территории парковой зоны в кустарнике устроено самовольное жилище.